# Força Aérea do Egito
A Força Aérea do Egito (FAE) (em árabe: القوات الجوية المصرية, Al-Qūwāt al-Gawwīyä al-Miṣrīyä), é o ramo aéreo das Forças Armadas do Egito. Atualmente, o seu comandante é o marechal Hisham Awad. O lema da FAE é "alto e além alto para alcançar a glória" (em árabe: إلى العلا في سبيل المجد, I'la al-a'la fī sabil al-Magd).

## História
O Egito possui uma das forças aéreas mais antigas do Mundo Árabe, com suas primeiras unidades aéreas sendo formadas em 1930, cerca de dois anos após o rei Fuad I solicitar voluntários para iniciar os treinos de vôo.
Em 27 de maio de 1931, o Conselho de Ministros egípcio aprovou a compra de cinco aeronaves e a construção de um aeródromo em Almaza (Cairo) com um orçamento de 50.000 libras. A aeronave escolhida foi o treinador britânico de Havilland Gipsy Moth, as cinco aeronaves modificadas voaram da Inglaterra para o Egito e na chegada em maio de 1932 a força aérea foi fundada e o aeródromo de Almaza foi formalmente inaugurado.
O primeiro comandante da EAAF foi o Líder de Esquadrão Victor Hubert Tait RAF, um canadense, ex-Conselheiro Aéreo Sênior da Missão Militar Britânica no Egito. Tait selecionou pessoal, armas e iniciou a construção de vários aeródromos. Em 1934, o governo britânico forneceu dez aeronaves Avro 626, que foram os primeiros aviões militares egípcios reais. Outros 17 626s junto com Hawker Audaxes para cooperação do exército e apoio próximo e Avro Ansons para trabalho VIP seguiram logo depois.

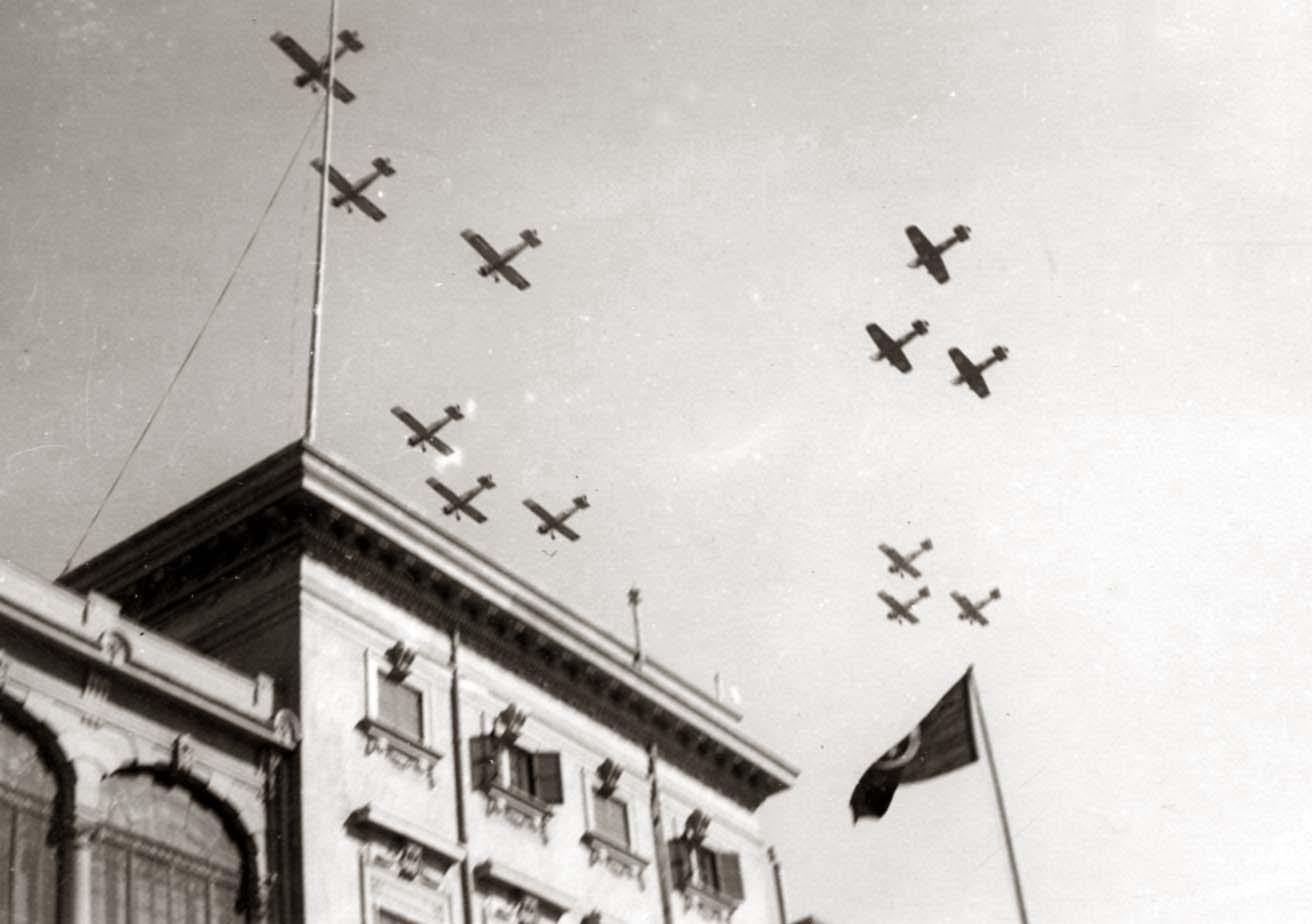
Aviões egípcios sobrevoando o Palácio Koubbeh em comemoração ao casamento do Rei Farouk I e da Rainha Farida.

Em 1937, a Força Aérea do Exército Egípcio foi separada do Comando do Exército e tornou-se um ramo independente denominado Força Aérea Real Egípcia (REAF). Novas estações foram construídas na Zona do Canal de Suez e no Deserto Ocidental.
Até o final da Segunda Guerra Mundial, o Egito esteve sob uma forte influência britânica e sua força aérea utilizava equipamentos excedentes da Royal Air Force.

### Segunda Guerra Mundial
Como a fronteira egípcia foi ameaçada por uma invasão italiana e alemã durante a Segunda Guerra Mundial, a Royal Air Force estabeleceu mais aeródromos no Egito. A Força Aérea Real Egípcia às vezes era tratada como parte da Força Aérea Real, outras vezes uma política estrita de neutralidade era seguida, já que o Egito mantinha sua neutralidade oficial até o final da guerra. Como resultado, poucas aeronaves adicionais foram fornecidas pela Grã-Bretanha, porém o braço recebeu seus primeiros caças modernos, Hawker Hurricanes e um pequeno número de Curtiss P-40 Tomahawks . No período pós-guerra imediato, foram adquiridos aviões baratos excedentes de guerra, incluindo um grande número de Supermarine Spitfire Mk.IXs.

### Guerra árabe-israelense de 1948

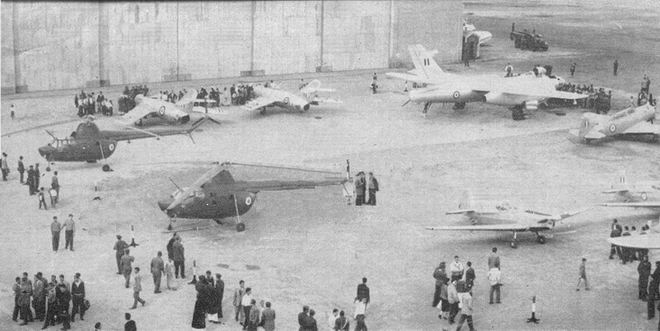
Em exibição por volta de 1956, novas aeronaves compradas da Tchecoslováquia e da URSS no sentido horário: MiG-17F, MiG-15bis, Il-28, Yak-11, Zlin 226 e dois helicópteros Mi-1.

Após o estabelecimento do Estado de Israel em 14 de maio de 1948, as forças egípcias cruzaram a Palestina como parte de uma coalizão militar mais ampla da Liga Árabe em apoio aos palestinos contra os israelenses. A contribuição da Força Aérea Egípcia incluiu o bombardeiro Short Stirling,  Douglas C-47 Dakotas atuando como bombardeiros leves e Spitfires.
Duas aeronaves israelenses foram abatidas e, em 22 de maio de 1948, os Spitfires egípcios atacaram o aeródromo da RAF Ramat David, acreditando que já havia sido tomado pelas forças israelenses. O primeiro ataque surpreendeu os britânicos e resultou na destruição de várias aeronaves da RAF no solo e na morte de quatro aviadores. Os britânicos não tinham certeza se os Spitfires de ataque tinham vindo de forças árabes ou israelenses. Quando o segundo e terceiro ataques se seguiram logo depois, os britânicos estavam prontos e toda a força egípcia foi abatida - a última aeronave sendo iscada por algum tempo enquanto os pilotos da RAF tentavam ver de perto suas marcações.
As relações com a Grã-Bretanha logo foram restauradas e o estado oficial de guerra com Israel garantiu que as compras de armas continuassem. Novo Spitfire Mk. 22s foram comprados para substituir os modelos anteriores. No final de 1949, o Egito recebeu seu primeiro caça a jato, o britânico Gloster Meteor F4 e logo após o de Havilland Vampire FB5s.

### Egito Republicano (Força Aérea Egípcia)
Em 1955, o Egito fez um acordo para comprar armas da Tchecoslováquia, culminando quatro anos de tentativas. O governo egípcio estava determinado a deixar de depender dos armamentos britânicos. As discussões de 1951 incluíram 60–100 caças Mikoyan-Gurevich MiG-15. As entregas iniciais do bloco soviético incluíram os MiG-15s, bombardeiros Ilyushin Il-28, transportes Ilyushin Il-14 e treinadores Yak-11. Instrutores da Tchecoslováquia acompanharam essas aeronaves. O Egito também começou a fabricar seus próprios treinadores primários Heliopolis Gomhouria (originalmente o alemão Bü 181 Bestmann) projetados na Tchecoslováquia nesta época.

### Crise de Suez
Após a nacionalização do Canal de Suez pelo governo egípcio em 1956, o Egito foi atacado por Israel, França e Reino Unido no que veio a ser conhecido como a Crise de Suez ("Agressão Tripartida" no Egito). Pesadas perdas foram sofridas pelo lado egípcio. Após a pressão dos EUA, os franceses e britânicos retiraram suas forças após tomar a cidade de Suez. A guerra também forçou a EAF a começar a reconstrução sem a ajuda britânica.
Em 1958, o Egito se fundiu com a Síria para formar a República Árabe Unida, e as forças egípcias e sírias anteriormente separadas foram combinadas como a Força Aérea da República Árabe Unida. Embora a Síria tenha deixado a união em 1961, o Egito continuou a usar o nome oficial da união até 1971, inclusive para sua força aérea.

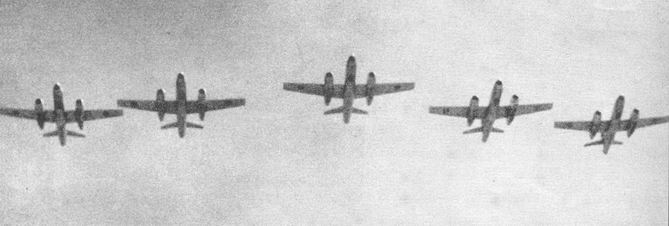
Formação de bombardeiros Ilyushin Il-28, sobre o Cairo durante um desfile em setembro de 1956.

Uma das primeiras unidades egípcias do Mikoyan-Gurevich MiG-19 foi a 15ª Brigada Aérea, composta pelos Esquadrões 20 e 21, que se tornou operacional em Fayid com uma localização avançada em Milayz no início dos anos 1960.
Em meados da década de 1960, as aeronaves britânicas foram completamente substituídas por equipamentos soviéticos. A União Soviética tornou-se o principal fornecedor da EAF e de muitos outros estados árabes. Isso permitiu que a EAF se modernizasse bastante e aumentasse sua eficácia de combate. O MiG-21 Fishbed chegou no início dos anos 1960, trazendo consigo uma capacidade de Mach 2. O MiG-21 permaneceria o principal caça do Egito pelas próximas duas décadas. A EAF também começou a voar o caça/bombardeiro Sukhoi Su-7 em meados da década de 1960. Em 1966, o Grupo Aéreo 65, com sua base principal na Base Aérea Oeste do Cairo, operava três esquadrões de Tupolev Tu-16. Esquadrões nº 34 e 36 com variantes de bombardeiros e esquadrão nº 95 equipado com o Tu-16KS. Em 1967, a EAF possuia 200 MiG-21s.
O Egito também assumiu o Helwan HA-300 da Espanha como sua primeira aeronave supersônica. Nunca passou de três protótipos e voos de teste iniciais, depois foi abandonado devido a altos custos e fatores políticos. Os designers alemães envolvidos tiveram que deixar o Egito após ameaças de morte da agência de inteligência israelense Mossad.

### Guerra do Iêmen
O lado monarquista iemenita recebeu apoio da Arábia Saudita e da Jordânia, enquanto os republicanos iemenitas foram apoiados pelo Egito. A luta foi feroz, com combates urbanos pesados, bem como batalhas no campo. Forças estrangeiras irregulares e convencionais também estiveram envolvidas.
Estrategicamente, a Guerra do Iêmen foi uma oportunidade para Israel. Estagnou os planos militares egípcios para o reforço do Sinai, ao mudar o foco militar egípcio para outro teatro de operação. O historiador egípcio Mohammed Heikal escreve que Israel forneceu carregamentos de armas e também cultivou relações com centenas de mercenários europeus que lutavam pelos monarquistas no Iêmen. Israel estabeleceu uma ponte secreta de abastecimento aéreo de Djibouti ao Iêmen do Norte. A guerra também deu aos israelenses a oportunidade de avaliar as táticas de combate e adaptabilidade egípcias.
Forças aéreas e navais egípcias começaram bombardeios e bombardeios na cidade saudita de Najran, no sudoeste, e na cidade costeira de Jizan, que eram pontos de parada para as forças monarquistas. Em resposta, os sauditas compraram mísseis terra-ar britânicos Thunderbird e desenvolveram seu aeródromo King Khalid perto de Khamis Mushait. Riad também tentou convencer os Estados Unidos a responder em seu nome. Na Operação Hard Surface, o presidente Kennedy enviou caças a jato e bombardeiros para a Base Aérea de Dhahran em maio de 1963, demonstrando ao Egito a seriedade de seu compromisso em defender os interesses dos EUA na Arábia Saudita.

### Guerra dos Seis Dias

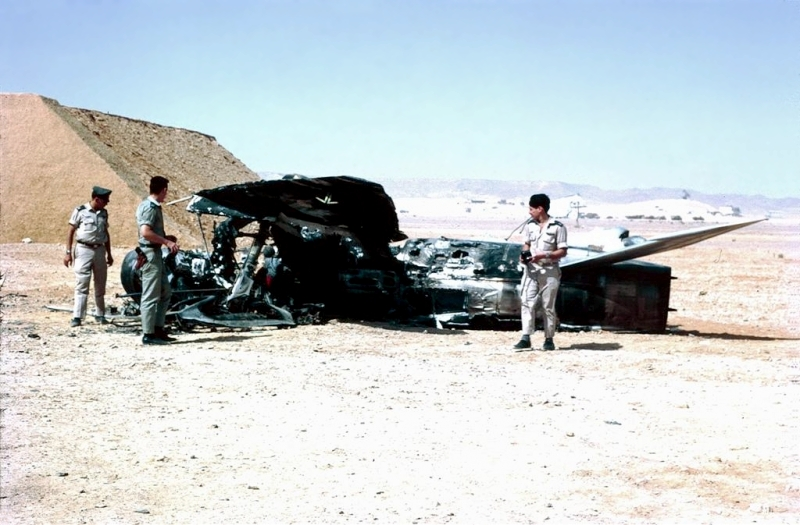
Tropas israelenses examinam um Mig 21 egípcio destruído.

Na Guerra dos Seis Dias de 1967, a capacidade de combate da EAF foi severamente danificada depois que a Força Aérea Israelense destruiu suas bases aéreas em um ataque preventivo codinome Operação Foco. Durante os últimos quatro dias, a EAF realizou apenas 150 surtidas contra unidades israelenses em todo o Sinai. Após a guerra, a União Soviética reabasteceu os estoques da EAF, enviando um grande número de aeronaves e assessores ao Egito para revitalizar a EAF.
A primeira vitória ar-ar da EAF foi conquistada pelo piloto do MiG-21 Nabil Shoukry contra um caça Mirage IIICJ sobre a base aérea de Inchas duas horas após o primeiro ataque israelense.
Em 8 de junho de 1967, um par de egípcios MiG-21 enfrentou um par de Mirage III sobre o Sinai. No duelo que se seguiu, o 1º Ten Fakhry El-Ashmawy da EAF conseguiu derrubar um dos caças Mirage enquanto o segundo Mirage caiu devido ao esgotamento do combustível.
As reivindicações egípcias iniciais foram ainda mais exageradas, mas depois foram reduzidas para 72 aeronaves israelenses destruídas. O IDF/AF admitiu 45 perdas em todas as frentes, enquanto observadores externos colocaram o número entre 55 e 60. Anos depois, fontes israelenses não oficiais admitiram dez aeronaves IDF/AF derrubadas em combate aéreo em todas as frentes. Fontes independentes colocam esse número em 11, mais outro resultando em exaustão de combustível. De fato, várias aeronaves israelenses supostamente derrubadas por fogo terrestre provavelmente caíram para caças egípcios.

### Guerra Civil da Nigéria
Durante a Guerra Civil da Nigéria, a Nigéria recebeu apoio aéreo de pilotos da Força Aérea Egípcia, que lançaram ataques aéreos contra a autodeclarada república de Biafra. Os pilotos egípcios pilotaram aeronaves adquiridas pela União Soviética, caças Mikoyan MiG-17 da força aérea e bombardeiros Ilyushin Il-28.

### Guerra de Atrito

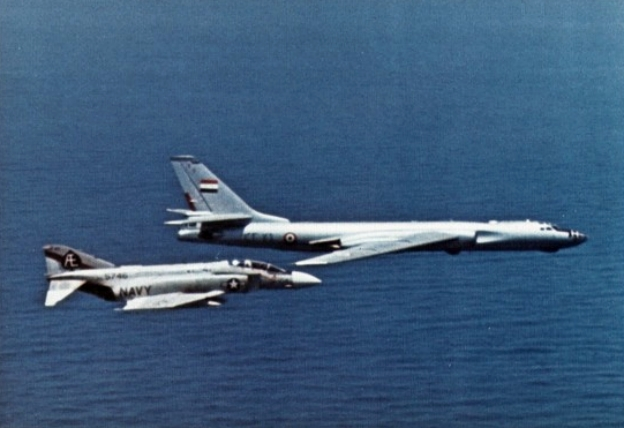
Um F-4 Phantom do VF-102 interceptando um Tupolev Tu-16 Badger da Força Aérea Egípcia sobre o Mar Mediterrâneo, 1972

Os anos entre 1967 e 1970 envolveram uma campanha prolongada de desgaste contra Israel. A EAF passou por um programa de construção maciça para construir novas bases aéreas, a fim de aumentar sua capacidade de sobrevivência. Durante este período, o Egito também recebeu substituições pelas perdas sofridas durante a Guerra dos Seis Dias. A EAF foi o primeiro ramo das forças armadas egípcias a alcançar total prontidão de combate.
Em 15 de julho de 1967, seis caças israelenses Mirage III violaram o espaço aéreo egípcio e foram dadas ordens para duas formações, cada uma composta por dois caças MiG-21 para interceptar, outra formação de 2 MiGs pilotados pelo major Fawzy Salama e o tenente Medhat Zaki estava pronto no oeste do Cairo. De fato, a formação decolou, mas para proteger a base aérea em vez de apoiar a interceptação.

### Guerra de outubro de 1973

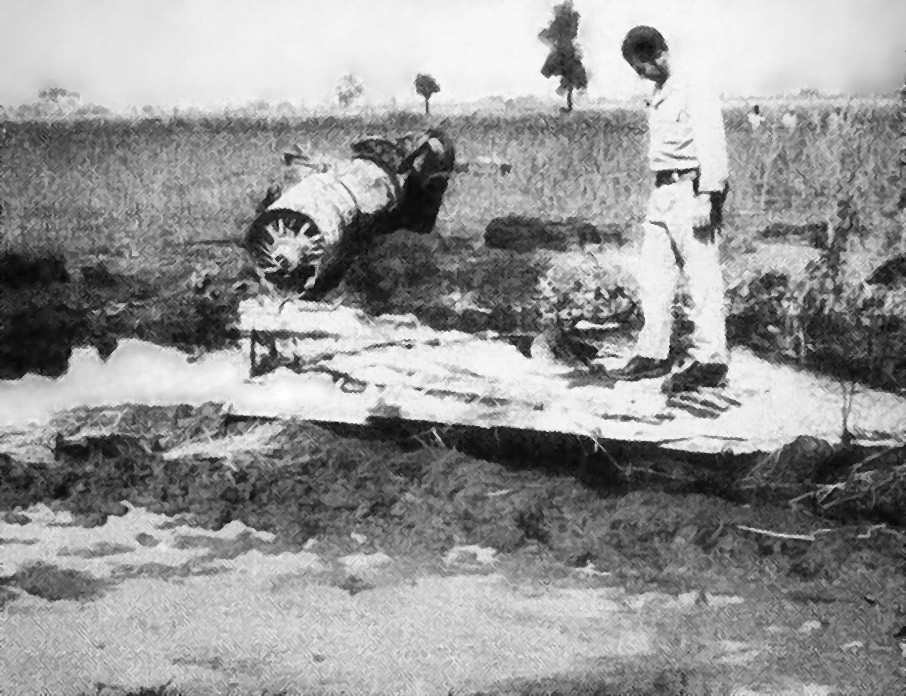
Um Mirage israelense, abatido na margem oeste do canal durante a batalha de Ismailia.

Durante o ataque aéreo surpresa inicial da Guerra do Yom Kippur, mais de 220 aeronaves EAF participaram. Ao contrário de suas contrapartes sírias, as aeronaves EAF escaparam dos radares israelenses voando abaixo da altura de detecção. As aeronaves EAF foram mantidas na reserva depois desse ponto, concentrando-se principalmente na defesa do aeródromo em conjunto com o SA-3 'Goa' , enquanto o SA-6 'Gainful' , mais móvel, protegia as forças egípcias de baixo e médio nível, auxiliado pelo ZSU- 23-4 e SAMs SA-7 de ombro.
Apesar dessas limitações, a EAF realizava surtidas ofensivas de tempos em tempos. O Su-7BM foi usado para ataques rápidos em colunas israelenses e o Mirage IIIE (às vezes confundido com o Mirage 5), doado pela Líbia, realizou ataques de longo alcance nas profundezas do Sinai em Bir Gifgafa.
No entanto, quando as forças blindadas israelenses usaram uma lacuna entre os dois exércitos egípcios para cruzar o Canal de Suez (Operação Stouthearted Men), eles destruíram vários locais egípcios de SAM, forçando a EAF a batalhar contra a IAF. A EAF conquistou vitórias e continuou a contestar as operações da IAF, ao mesmo tempo em que lançou ataques às forças terrestres israelenses na margem leste do Canal de Suez. Na maioria desses combates, os MiG-21 egípcios (de todos os tipos) desafiaram os Mirage IIICJs ou Neshers israelenses.
A IAF não operou livremente e não teve a supremacia aérea completa que desfrutou durante o conflito anterior, a guerra de 1967. Os MiGs egípcios foram usados com melhor eficiência do que antes, incluindo as táticas e lições aprendidas na guerra de 1967.
Foi durante essa guerra que a EAF aplicou as lições aprendidas anteriormente com os israelenses. Um vice-comandante do regimento MiG-21 de 32 anos que voa desde os 15 anos lembra: "Durante a guerra de desgaste, a força aérea israelense tinha uma tática de emboscada favorita", disse ele à Aviation Week and Space Technology. "Eles penetrariam com duas aeronaves em altitude média, onde seriam rapidamente detectados pelo radar. Subíamos quatro ou oito para atacá-los. Mas eles tinham mais uma dúzia de caças seguindo em altitude extremamente baixa abaixo da cobertura do radar. Enquanto subíamos para o ataque eles iriam se aproximar e nos surpreender. Meu regimento perdeu MiGs para esta tática de emboscada três vezes. Mas aprendemos a lição e praticamos as mesmas táticas. Nas lutas finais sobre Deversoir, emboscamos alguns Mirages da mesma forma, e o meu próprio A formação de 'dedo quatro' abateu quatro Mirages com a perda de um MiG."
O comandante da Força Aérea Egípcia durante a guerra era o então Marechal do Ar Hosni Mubarak. Em 14 de outubro de 1973, ocorreu um dos muitos combates aéreos egípcios/israelenses. Relatórios egípcios iniciais de que 15 aeronaves israelenses foram destruídas.  no dia da "Batalha aérea de Mansoura". Mais tarde, o governo egípcio mudou o "Dia da Força Aérea" do país de 2 de novembro para 14 de outubro, para comemorar a batalha aérea de Mansourah. Mubarak foi até promovido e festejado como um herói nacional após a guerra. Estima-se que mais de 2.200 decolagens foram feitas pela Força Aérea Egípcia durante a guerra, incluindo brigas de cães e ataques terrestres.

### Shaba I
Durante a crise Shaba I no Zaire em 1977, a Força Aérea Egípcia forneceu 50 pilotos e técnicos, que operavam jactos Mirage para a Força Aérea Zairiana.

### Guerra Líbia-Egípcia
Durante a Guerra Líbia-Egípcia de 1977, houve algumas escaramuças entre combatentes líbios e egípcios.  Em um caso, dois MiG-23MS da Força Aérea da Líbia enfrentaram dois EAF MiG-21MFs que foram atualizados para transportar armamento ocidental. Os pilotos líbios cometeram o erro de tentar manobrar com os caças egípcios mais ágeis, e um MiG-23MS foi abatido pelo major da EAF Sal Mohammad, enquanto a outra aeronave líbia usou sua vantagem de velocidade para escapar.

### Acordos de Camp David e Tratado de Paz Egito-Israel
O presidente egípcio Anwar Sadat e o primeiro-ministro israelense Menachem Begin assinaram os Acordos de Camp David, o Egito receberia 1,3 bilhão de ajuda militar, enquanto Israel receberia 3,1 bilhões em ajuda, desde que o Egito assinou seu tratado de paz com Israel, o Egito mudou para o armamento americano e se afastou das armas de estilo soviético. Em março de 1982, o Egito recebeu seus primeiros 12 caças F-16 para seu inventário.
A partir de 1980, a EAF esteve envolvida no exercício bianual conjunto EUA-Egito Bright Star. Os egípcios também começaram a participar de exercícios de treinamento com os Estados Unidos, denominados Operação Bright Star. Durante a Guerra Irã-Iraque, o Egito enviou pilotos e consultores militares para dar suporte ao líder iraquiano Saddam Hussein.

### Insurgência do Sinai
A Força Aérea Egípcia operou em grande escala durante a insurgência do Sinai, que começou em 2011. Helicópteros AH-64 Apache e caças F-16 bombardearam vários alvos militantes quase diariamente.

### Segunda Guerra Civil da Líbia
Durante a Segunda Guerra Civil da Líbia, houve relatos conflitantes de que aviões de guerra egípcios bombardearam milícias islâmicas em apoio ao governo baseado em Tobruk. O Ministério das Relações Exteriores negou qualquer envolvimento no conflito, embora oficiais militares egípcios não identificados tenham afirmado o contrário. O Egito reforçou a segurança na fronteira com a Líbia após misteriosos ataques aéreos. Forças egípcias perto da fronteira com a Líbia foram colocadas em alerta máximo após ataques aéreos em 10 de janeiro de 2016 de caças não identificados dentro da Líbia. Os caças atingiram alvos do Estado Islâmico do Iraque e do Levante (ISIL) dentro da Líbia, de acordo com reportagens da imprensa. A cidade litorânea de Sirte, na Líbia, serviu como capital do Estado Islâmico no norte da África desde que o grupo terrorista tomou a cidade no verão passado.
Depois de receber três MiG-21MFs e três Mi-8s do Egito há apenas meio ano, parece que a Força Aérea da Líbia está agora fortalecida por dois MiG-21MFs da mesma fonte. As antigas montarias EAF são uma adição bem-vinda à Força Aérea da Líbia, subequipada, que atualmente está travando uma guerra contra o alvorecer da Líbia, Ansar al-Sharia e até mesmo o Estado Islâmico , este último centrado na cidade líbia de Derna.
Em 6 de março de 2016, o Egito e a França iniciaram no domingo um exercício militar conjunto denominado "Ramsés-2016" na cidade costeira de Alexandria, ao longo do Mediterrâneo. O porta-aviões francês Charles de Gaulle está navegando pelo Mar Vermelho a caminho do Mediterrâneo através do Canal de Suez para manobras conjuntas com a força aérea e a marinha egípcia em preparação para uma redução ofensiva da coalizão contra o aprofundamento do domínio do Estado Islâmico na Líbia.

### Ataques aéreos de 2015 na Líbia
Os ataques aéreos egípcios de fevereiro de 2015 na Líbia contra as posições do Estado Islâmico do Iraque e do Levante (ISIL) na Líbia ocorreram em 16 de fevereiro de 2015 e foram desencadeados por um vídeo divulgado pelo ISIL na Líbia um dia antes, retratando a decapitação de 21 cristãos coptas do Egito.
Em poucas horas, a Força Aérea Egípcia respondeu com ataques aéreos contra campos de treinamento do ISIL e estoques de armas  em retaliação pelos assassinatos.  Aviões de guerra agindo sob ordens do governo líbio também atingiram alvos em Derna, supostamente em coordenação com o Egito.  Acredita-se que mais de oito caças a jato EAF F-16 foram usados para os ataques, incluindo as versões "block 52" recém-juntadas.
Os ataques aéreos supostamente mataram até 81 militantes do ISIL,  incluindo três da liderança, nas cidades costeiras de Derna e Sirte. A mídia líbia informou que pelo menos mais 35 egípcios foram presos pelo ISIL em retaliação aos ataques aéreos.

### 2015 Intervenção militar no Iêmen
As Forças Aéreas egípcias estão participando de uma operação militar regional conjunta liderada pela Arábia Saudita para deter o avanço dos rebeldes Houthi no Iêmen, a presidência do Egito anunciou em 25 de março de 2015 em um comunicado. a Força Aérea Egípcia participou de ataques aéreos contra Houthis no Iêmen.

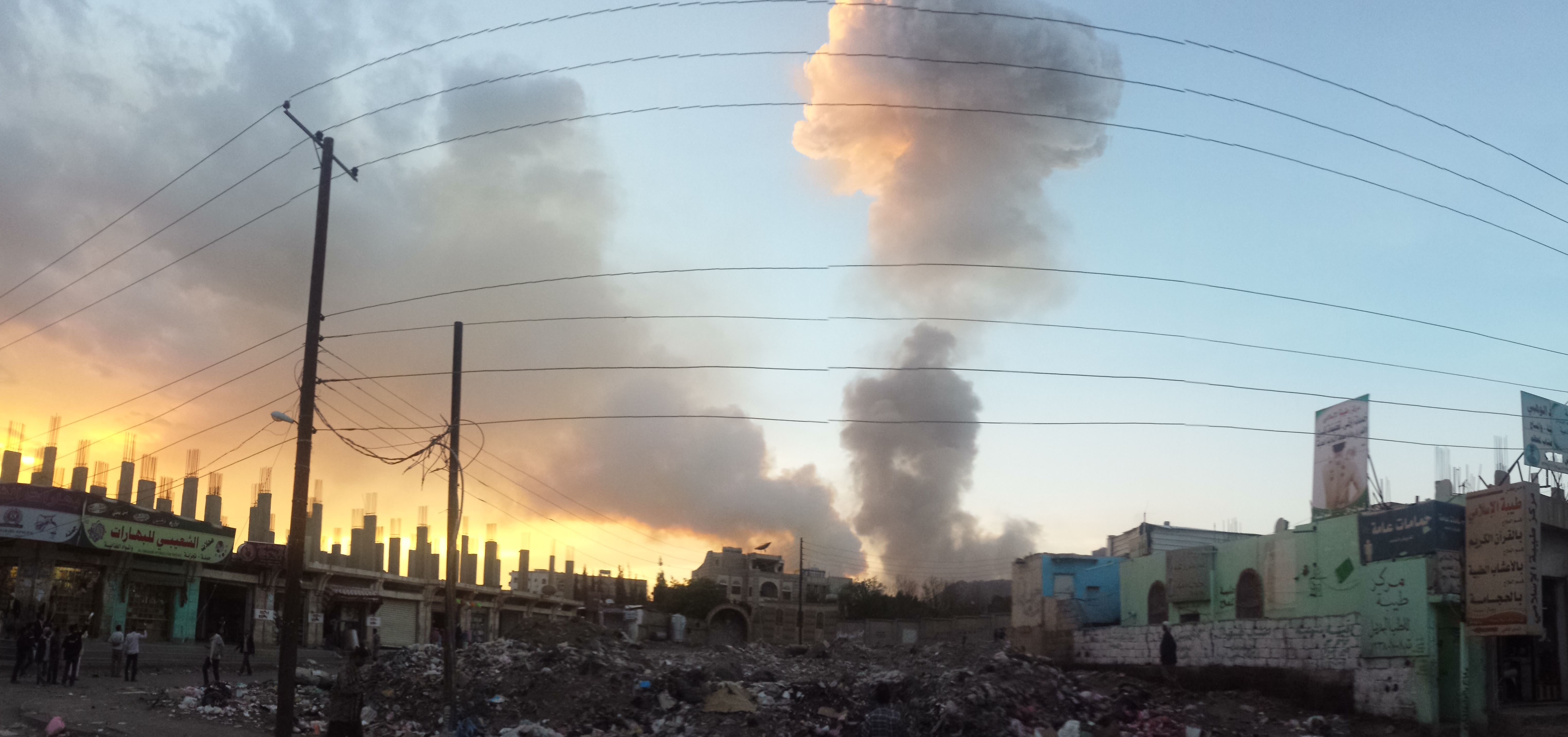
Um ataque aéreo em Sana'a em 11 de maio de 2015

A participação militar do Egito "através de elementos das forças aéreas e navais egípcias" visa apoiar a coalizão regional liderada pela Arábia Saudita para restaurar a estabilidade no Iêmen "sob liderança legítima", de acordo com o comunicado da presidência egípcia.
A força aérea egípcia apoiou as forças pró-governo quando atacaram a Base Aérea de Al Anad, no sul do Iêmen. "EAF e pára-quedistas aéreos apoiaram as forças terrestres do Iêmen que agora tomaram a base militar matando dezenas de rebeldes Houthi".

### Ataques aéreos de 2017 na Líbia
Em retaliação a um ataque do ISIL a um ônibus copta em Minya, a Força Aérea Egípcia realizou seis ataques aéreos contra campos terroristas na Líbia, conforme relatado pela televisão estatal.

## Estrutura

### Bases aéreas[31][32]
- Base Aérea de Abu Suweir
- Base Aérea de El Mansoura
- Base Aérea de Borg al Arab
- Base Aérea de Aswan
- Base Aérea de Az Zagazig (Abu Hammad)
- Base Aérea Beni Sueif
- Base Aérea de Bilbeis
- Base Aérea de Birma/Tanta
- Base Aérea de Almaza
- Cairo/Base Aérea Internacional
- Base Aérea do Cairo Oeste
- Base Aérea de El Minya
- Base Aérea de Fayid
- Base Aérea de Gebel El Basur
- Base Aérea de Hurghada
- Base Aérea de Inshas
- Nova Base Aérea de Gianaclis
- Base Aérea de Kom Awshim
- Base Aérea de Mersa Matruh
- Base Aérea de Wadi El Gandali (Khatamia)

## Silver Stars
Silver Stars é a equipe de exibição acrobática da Força Aérea Egípcia voando 10 aeronaves de treinamento a jato K-8E Karakorum pintadas nas cores branco, vermelho e preto. Todos os aviões são equipados com geradores de fumaça vermelha, branca e preta. Durante os shows, o Silver Stars executa oito formações diferentes junto com várias passagens de aeronaves únicas. A aeronave nº 6325 (Estrela 1) carrega o nome "Sharaf" em homenagem ao líder da equipe. Os aviões de outra equipe também carregavam os nomes dos pilotos pintados no nariz do K-8. Todos os pilotos são instrutores de voo na Academia Aérea Egípcia, com sede no Aeroporto de Belbeis.
A equipe de demonstração da Força Aérea Egípcia "The Silver Stars" foi formada em meados de 1974 para participar do aniversário da Guerra de Outubro. Os pilotos da equipe eram instrutores de voo no Colégio da Força Aérea e pilotavam quatro aviões L-29 pintados em verde escuro e marrom e amarelo – esquema de cores padrão. Em 1984, a equipe acrobática Sliver Stars mudou para seis aviões de treinamento Alpha Jet. No ano seguinte, os aviões da equipe passaram a ser nove. Em 2003, a equipe mudou para o treinador K-8E Karakorum e a partir de 2005 foi liderada pelo capitão do grupo Mostafa Fathi. Desde 2010, a equipe já está pilotando dez aeronaves – nove mais uma solo.

## Aeronaves
Os Acordos de Camp David causaram uma mudança gradual na composição geral da EAF. A EAF passou a contar mais com aeronaves americanas, francesas e em alguns casos, chinesas.
A adição dessas aeronaves de várias fontes, juntamente com as já existentes no inventário da EAF, causou problemas crescentes de manutenção. Em 1982, a EAF começou a receber caças General Dynamics F-16 Fighting Falcon sob o Programa Peace Vector. A Turkish Aerospace/TUSAS produziu 46 F-16 para a Força Aérea Egípcia entre 1993 e 1995 sob o acordo assinado entre os governos da Turquia e da República Árabe do Egito. Em 2015, a EAF recebeu um total de 220 F-16. 18 aeronaves foram perdidas em acidentes e 7 F-16A/Bs foram aterrados.
Esses F-16A/Bs aterrados foram posteriormente revisados, atualizados e devolvidos ao serviço ativo, F-16s adicionais foram adquiridos para substituir os perdidos. Em 1986, a EAF recebeu os caças franceses Mirage 2000, um deles se perdeu em um acidente de treinamento. O Egito também licenciou Alphajets, aviões Tucano e helicópteros Westland Gazelle.
Em 1987, o E-2C Hawkeye Airborne Early Warning (AEW) entrou em serviço e foi atualizado com avançados radares AN/APS-145. A EAF também atualizou seus caças F-16 para o padrão C/D, que os permitiu disparar o míssil anti-navio AGM-84 Harpoon.
A EAF opera atualmente 46 helicópteros de ataque AH-64 Apache, 36 dos quais foram inicialmente entregues como variante AH-64A, mas posteriormente atualizados para o padrão AH-64D. Em 22 de maio de 2009, o Egito solicitou a compra de 36 sistemas de sensores Apache Arrowhead como parte de um pedido de 12 helicópteros Block II AH-64D Apache. O número foi posteriormente reduzido para 10 helicópteros. 74 Grob G-115 e 120 treinadores K-8 Karakorum também foram encomendados.

### Modernização

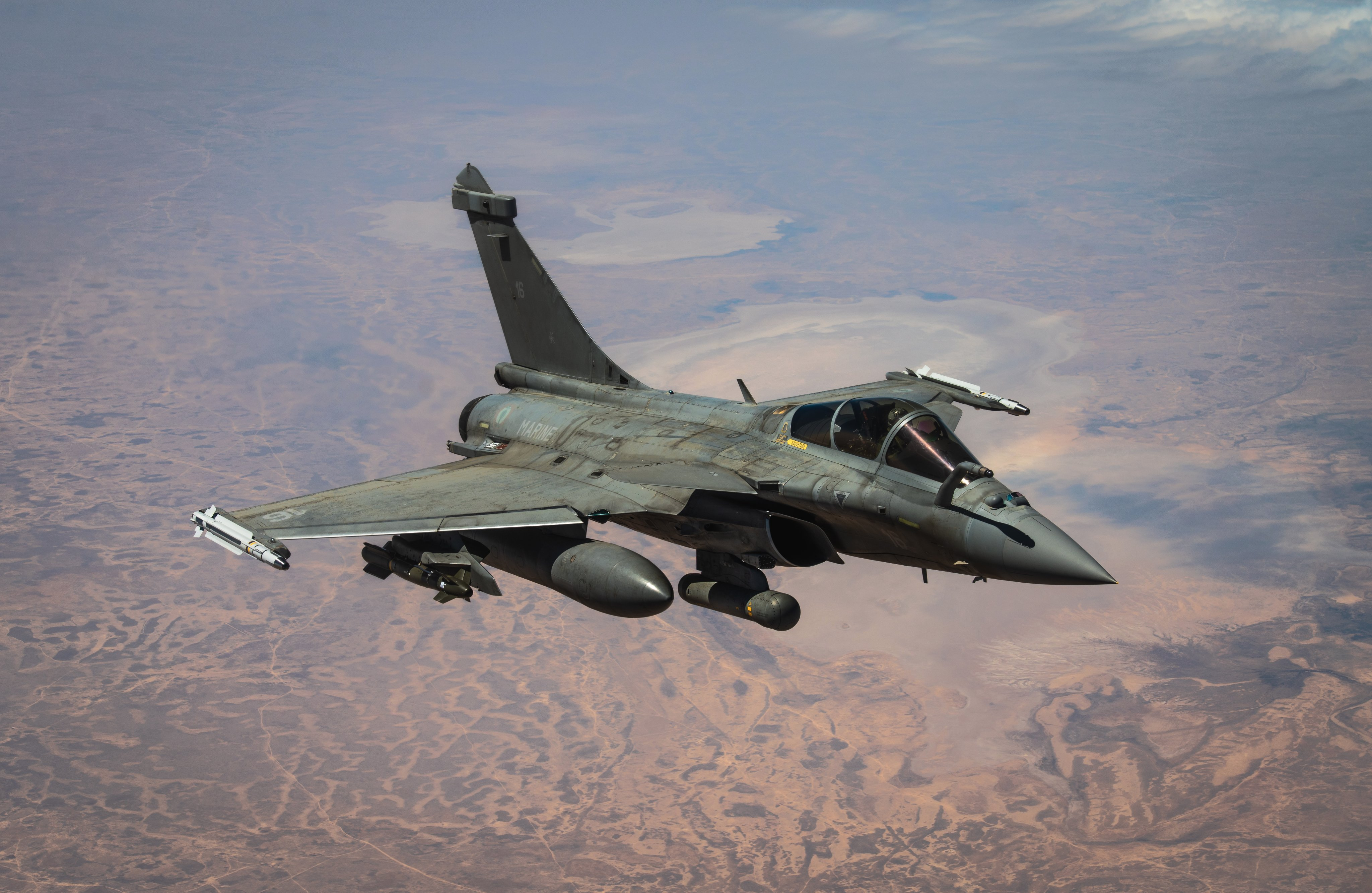
Um Dassault Rafale, modelo DM/EM, o caça mais avançado da força aérea egípcia.

O Egito fez vários acordos com empresas ucranianas para a modernização de sua antiga frota de MiG-21, mas esses acordos não foram implementados e todos os antigos caças MiG-21 foram retirados de serviço.
Em 3 de março de 2010, a EAF encomendou 24 aeronaves Lockheed Martin F-16 C/D Block 52. O contrato foi definido para ser concluído em 2013 e incluía 16 F-16C monopostos e quatro F-16D bipostos. Em 14 de agosto de 2012, o Departamento de Defesa dos EUA concedeu um grande contrato para facilitar a aquisição de F-16 pela EAF. O Pentágono selecionou a American International Contractors para um contrato de US$ 66,6 milhões para atualizar a infraestrutura do pedido egípcio de 24 aeronaves F-16 Block 52, estimado em US$ 2,2 bilhões. Em 24 de julho de 2013, os EUA anunciaram que suspenderiam as entregas dos F-16 em resposta ao golpe de estado egípcio de 2013. Em março de 2015, os EUA anunciaram a retomada das entregas dos F-16, a última das quais foi entregue em outubro de 2015.
Em 16 de fevereiro de 2015, o Egito se tornou o primeiro cliente internacional do Dassault Rafale quando encomendou oficialmente 24 Rafales, como parte de um acordo maior (incluindo uma fragata multiuso FREMM e um suprimento de mísseis) no valor de US$ 5,9 bilhões (€ 5,2 bilhões). Em julho de 2015, a cerimônia oficial, marcando a aceitação pelo Egito de seus primeiros 3 Rafales, foi realizada no centro de testes de voo da Dassault Aviation em Istres. Em janeiro de 2016, o Egito recebeu mais três caças Rafale, elevando o número de Rafales em serviço para seis. Todas as seis aeronaves são modelos de dois lugares e foram desviadas da entrega para a Força Aérea Francesa. O pedido total de 24 aviões do Egito é para 8 modelos monopostos e 16 bipostos.
Em abril de 2014, foi relatado que o Egito planejava encomendar 24 caças MiG-35 como parte de um acordo de armas com a Rússia. O chefe do MiG, Sergei Korotkov, disse na exposição Aero India de 2015 que eles fornecerão os caças se o Egito os ordenar e estiver pronto para negociar. A Rússia concordou com um contrato com o Egito para 46 caças MiG-29M/M2 e espera-se que valha até $ 2 bilhões.  A Rússia planeja fornecer aos egípcios MiG-29M/M2s 40 pods de mira de alta precisão. As entregas começariam em 2016.
Rússia e Egito assinaram contrato para entrega de 50 helicópteros Ka-52. O Ka-52 será equipado com o novo sistema de mira OES-52, permitindo o lançamento de mísseis antitanque Vikhr e Ataka usando sistemas de direção de alvo a laser. A execução do contrato terá início entre 2016 até 2018.
A SAGEM e a AOI-Aircraft Factory assinaram um acordo de colaboração relativo ao Patroller UAV. A AOI-Aircraft Factory poderia lidar com a montagem final dos drones e desenvolverá um centro de treinamento dedicado no Egito para treinar pessoal para a operação e manutenção dos sistemas de drones.
Em 18 de abril de 2016, o Egito assinou um contrato com a França para a venda de um satélite militar de telecomunicações após discussões entre os presidentes egípcio e francês e entre os ministros da Defesa, ocorridos durante uma visita do presidente francês François Hollande ao Cairo. O satélite será fornecido pela Airbus Defence and Space e pela Thales Alenia Space. O preço do contrato não foi anunciado mas está estimado em 600 milhões de euros.
Em dezembro de 2015, a Russian Helicopters concordou em fornecer serviço pós-venda e manutenção para a frota da Força Aérea Egípcia de 41 helicópteros Mi-8T e 3 Mi-17-1V na Rússia. Pelo acordo, a fábrica egípcia de reparos da Helwan Factory (HFDI), empresa pertencente à Organização Árabe para a Industrialização, será autorizada como uma fábrica de reparos de aeronaves capaz de realizar reparos abrangentes em helicópteros Mi-8T, Mi-17-1V e Mi-17V-5 operados no Egito. A fim de apoiar o trabalho de reparo de estruturas, componentes, engrenagens e sistemas de rotores nos helicópteros, a empresa fornecerá equipamentos para a linha de produção, fornecerá design e suporte técnico e transferirá toda a documentação necessária para o lado egípcio por um período de dois anos período. Especialistas egípcios serão treinados para realizar tais reparos na fábrica de reparos de aeronaves da empresa em Novosibirsk.
Em setembro de 2016, a Russian Helicopters entregou os primeiros 3 helicópteros Mi-8T reformados para a Força Aérea Egípcia após uma grande reforma. A empresa também anunciou que o equipamento necessário para o reequipamento e atualização da fábrica de reparos de aeronaves da Helwan Factory foi preparado para embarque e que os técnicos de serviço egípcios concluíram o treinamento.
Em março de 2019, foi relatado que o Egito havia chegado a um acordo inicial com a Rússia para a venda de mais de 20 caças de superioridade aérea Su-35 em um negócio avaliado em cerca de US $ 2 bilhões. As entregas deveriam começar entre 2020 ou 2021. No entanto, o vice-chefe da Rosoboronexport, Sergei Kornev, negou que qualquer contrato relativo ao fornecimento de caças Su-35 para o Egito tenha sido assinado. Em maio de 2020, a Rússia supostamente começou a produzir o Su-35 sob um contrato com o Egito que foi assinado em 2018. Fotos tiradas em julho de 2020 mostram cinco Su-35 em camuflagem EAF em sua viagem de entrega. Possíveis pedidos futuros para mais Su-35 e o novo Mig-35.
A partir de 5 de janeiro de 2022, Egito, Argélia e Indonésia cancelaram os planos de compra do jato SU-35.
Em agosto de 2019, a Força Aérea Real da Jordânia transferiu duas de suas aeronaves Ilyushin Il-76MF para a Força Aérea Egípcia. As duas aeronaves são únicas porque são a única versão alongada da famosa fuselagem do Il-76.
Em 4 de maio de 2021, os ministérios da defesa da França e Egito chegaram a um acordo para a aquisição de mais 30 caças Dassault Rafale. Apesar de nenhuma das partes ter dado detalhes financeiros sobre a aquisição, o negócio é avaliado em cerca de US$ 4,8 bilhões. De acordo com o site investigativo francês Disclose, o acordo foi fechado no dia 26 de abril e deveria permanecer em segredo a pedido do presidente do Egito, Abdel Fattah al-Sisi. Outros dois contratos estmiados US$ 240 milhões, combinados, foram assinados com a Safran Eletronics e a MBDA.
Em 15 de março de 2022, os Estados Unidos concordaram em vender os F-15 do Egito, a quantidade de aviões e o preço da oferta serão determinados.
Segundo o jornal italiano Il Fatto Quotidiano, o Egito estaria perto de fechar um acordo de US$ 3 bilhões com a Itália para a compra de 24 unidades do caça europeu Eurofighter Typhoon.
No dia 3 de janeiro de 2023 foi anunciado que o Exército dos EUA concedeu à Boeing um contrato para produzir 12 novos CH-47F Chinooks para a Força Aérea Egípcia. Com esta venda militar estrangeira de US$ 426 milhões, o Egito substituirá sua frota de aeronaves CH-47D pelo moderno modelo F e se beneficiará de suas avançadas capacidades multimissão.

## Fotos

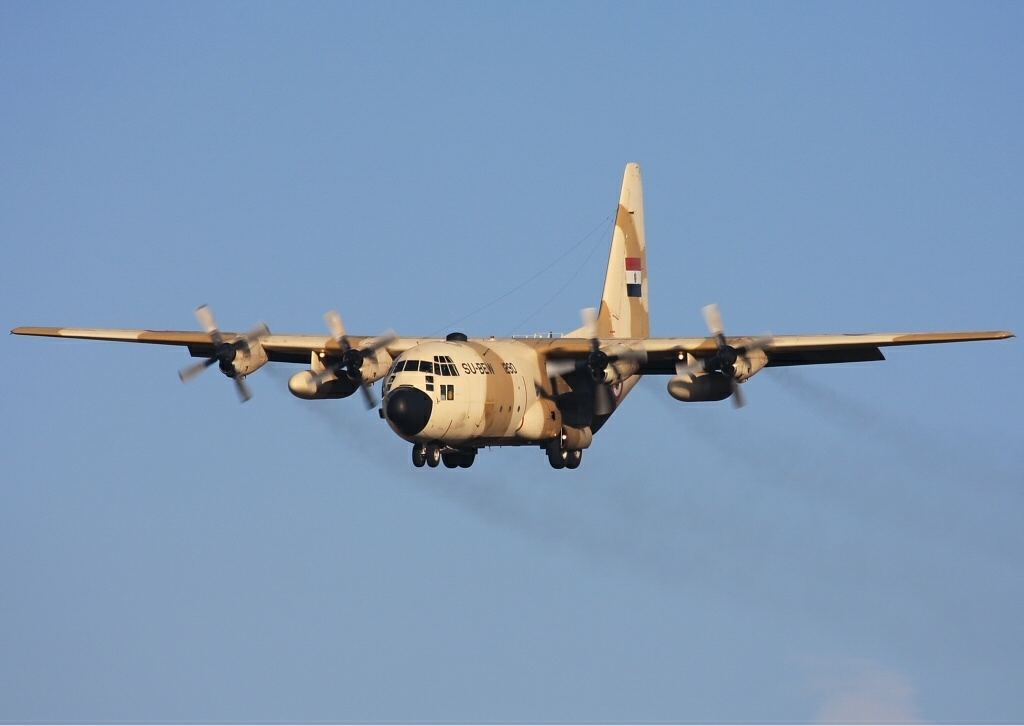
Um C-130H egípcio.
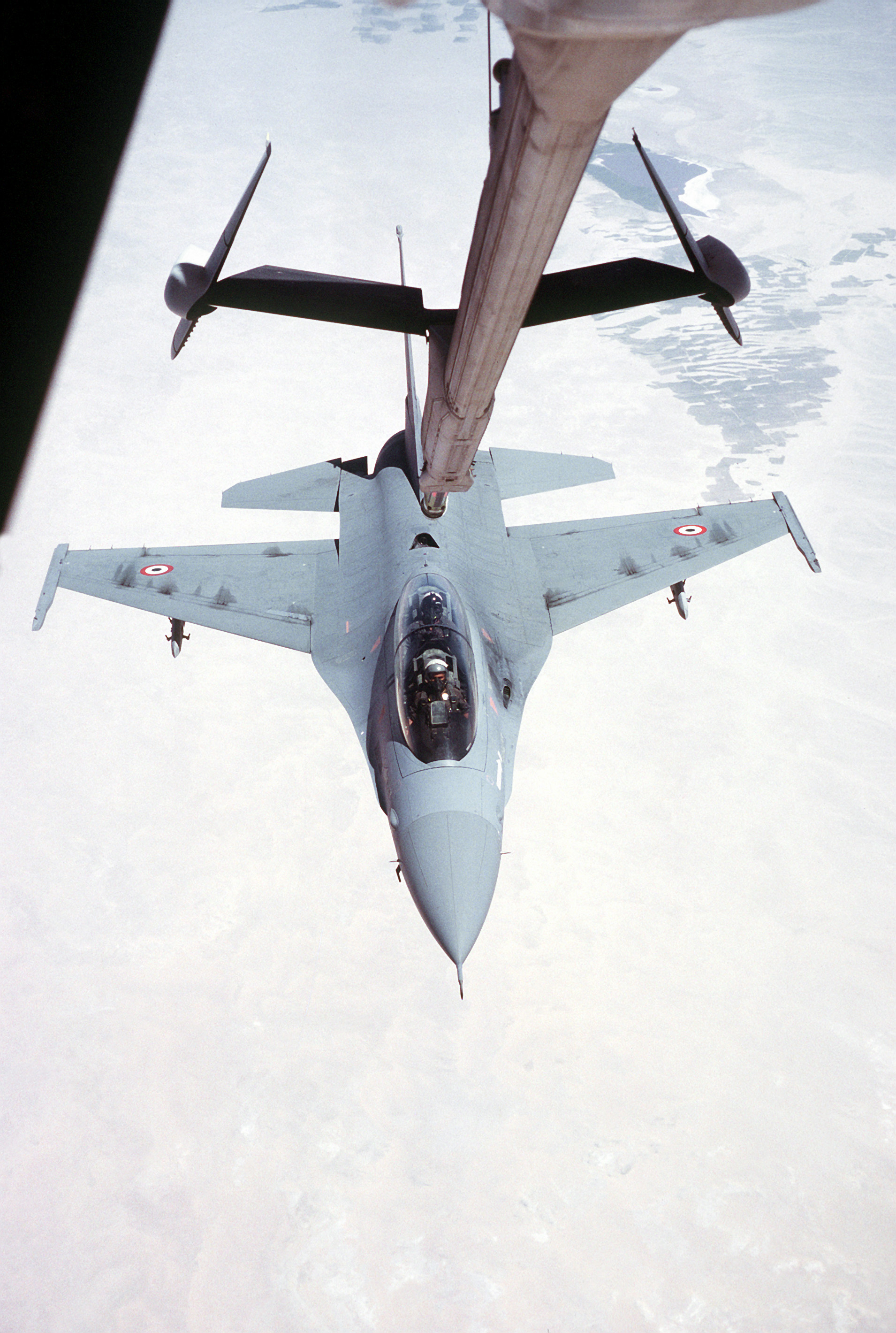
Um F-16 da força aérea egípcia.
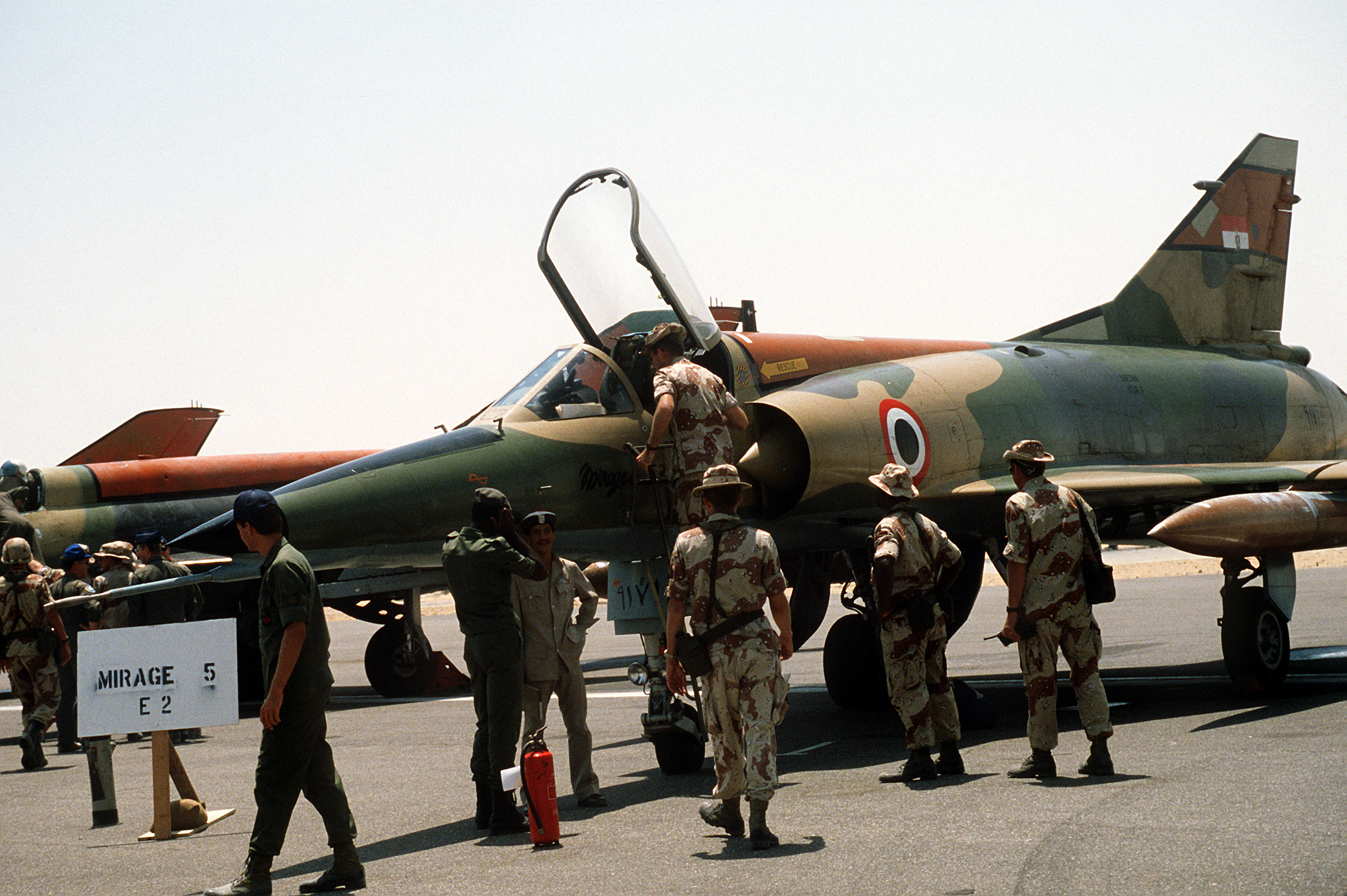
Uma aeronave Mirage 5, de fabricação francesa.
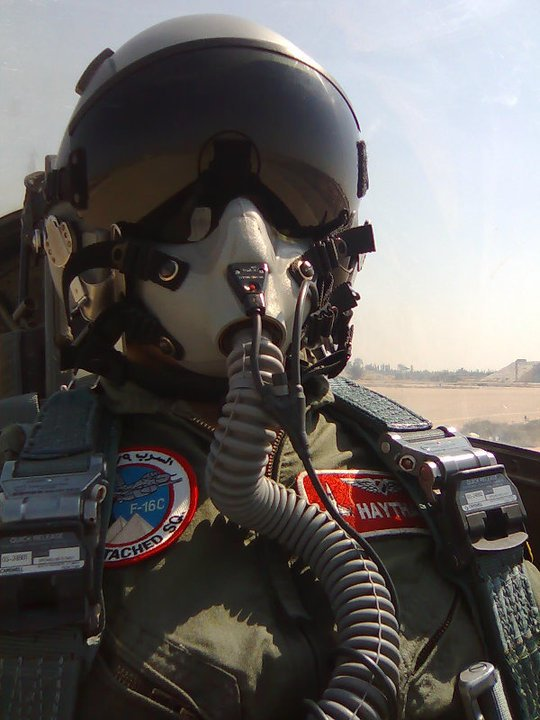
Um piloto da força aérea do Egito.
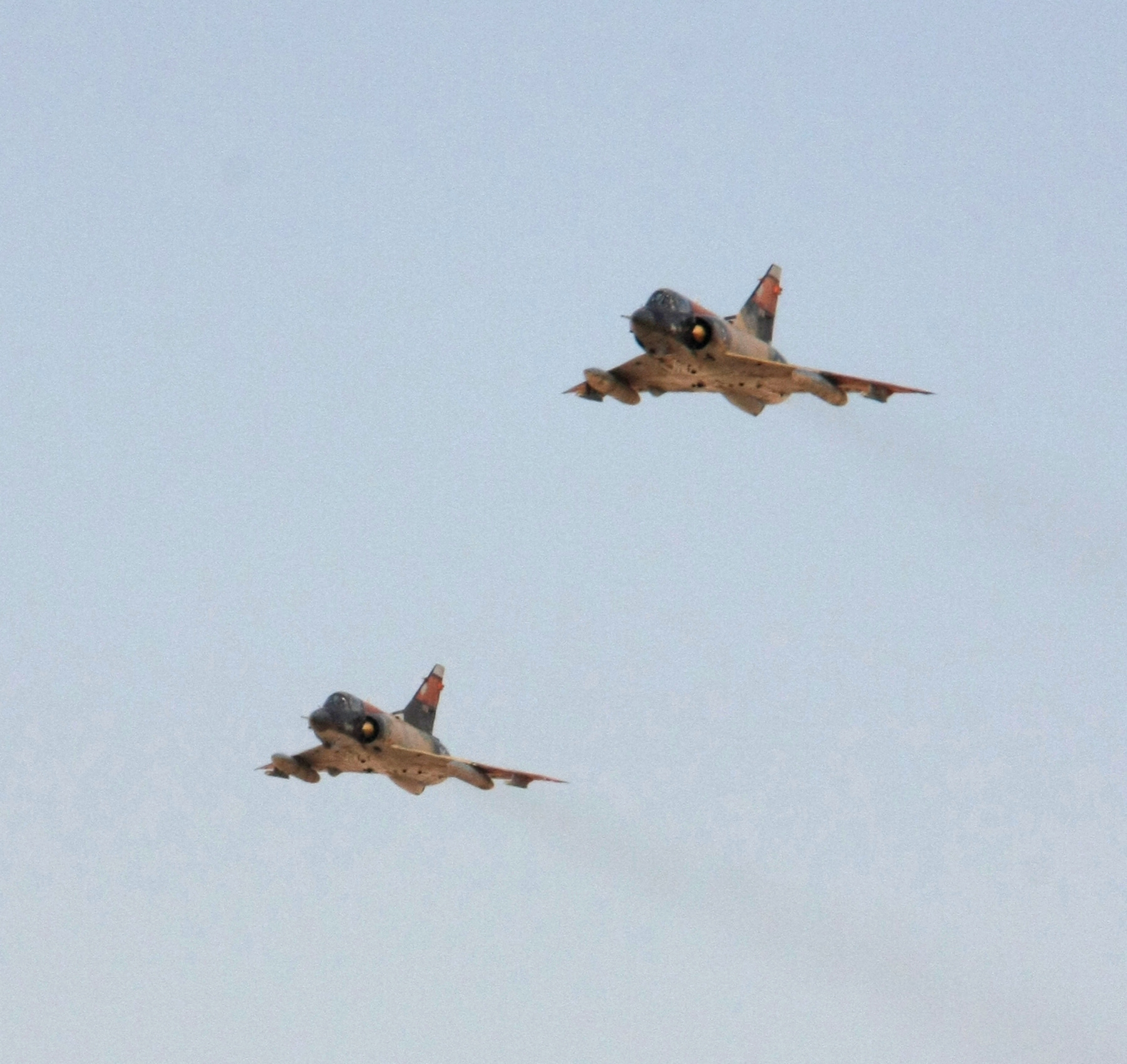
Caças Mirage III egípcios em ação.